# أوستن كلارك
أوستن كلارك (بالإنجليزية: Austin Clarke)‏ (26 يوليو 1934 - 26 يونيو 2016) كان روائي وكاتب قصص قصيرة كندي.

## أعماله

### الروايات
- The Survivors of the Crossing (1964)
- Amongst Thistles and Thorns (1965)
- The Meeting Point (1972)
- Storm of Fortune (1973)
- The Bigger Light (1975)
- The Prime Minister (1977)
- Proud Empires (1988)
- The Origin of Waves (1997)
- The Question (1999)
- The Polished Hoe (2002)
- More (2008)